# グーリエ橋
グーリエ橋 (Ponte delle Guglie) は、イタリア、ヴェネツィアのカンナレージョ運河に架かる2つの橋のうちの1つである。橋は、運河の西端、ヴェネツィア・サンタ・ルチーア駅に近い。
初代の木造橋は、1285年に構築された。橋は、1580年に現在の石とレンガの橋に変えられた。1641年と1677年に修復が行われ、1823年には完全に再建されて、この時に尖塔が加えられた。1987年には、身障者のために、金属製手すり、石段、入口が追加され、久しぶりの改修が行われた。橋の両端には、尖塔が存在する。取り付けられた手すり子は、歩道の一方にあり、ガーゴイルがそのアーチを飾っている。ヴェネツィアで唯一の尖塔で装飾された橋であり、橋の名（尖塔の橋）はここから取られている。
ローマ広場やヴェネツィア・サンタ・ルチーア駅から徒歩の場合、橋はヴェネツィア・ゲットーやストラーダ・ノーヴァへと向かっており、サン・マルコ広場へと続いている。
橋は、リアルト橋へとたどり着くカナル・グランデへカンナレージョ運河が合流する地点の直前に位置している。